# ナーガパタ2世
ナーガパタ2世（Nagabhata II, ? - 833年頃）は、北インド、プラティーハーラ朝の王（在位：800年 - 833年）。

## 生涯
800年、ナーガパタ2世は、父王ヴァッツァラージャの後を受けて即位した。
ナーガパタ2世は、ラーシュトラクータ朝のゴーヴィンダ3世に敗れたが、後にマールワーをラーシュトラクータ朝から取り戻し、カナウジのみならず、はるか遠方のパーラ朝からビハール州までのガンジス川流域を征服した。
一方では、ナーガパタ2世は、西方からのイスラーム勢力をよく抑え、シンド州まで迫ってきたアラブ勢力によって略奪、破壊されていたグジャラートのソームナートにあるシヴァ神の神殿を再建した。
プラティーハーラ朝が北インドを支配し続けた全盛期である836年から910年の間まで、カナウジは首都になることになる。
833年、息子のラーマバドラが後を継ぐことになり、3年統治したのち、孫のボージャ1世の長期統治へとつながり、王朝は最盛期を迎えた。